# یواس‌ان‌اس آرکتیک (تی-ای‌اوئی-۸)
یواس‌ان‌اس آرکتیک (تی-ای‌اوئی-۸) (به انگلیسی: USNS Arctic (T-AOE-8)) یک کشتی بود که طول آن ۷۵۴٫۶ فوت (۲۳۰٫۰ متر) بود. این کشتی در سال ۱۹۹۳ ساخته شد.